# José Matías Zapiola
José Matías Zapiola (Buenos Aires, 22 de marzo de 1780—íd., 27 de junio de 1874) fue un marino, militar y político argentino que participó en la guerra de independencia. Fue comandante del Regimiento de Granaderos a Caballo en la batalla de Chacabuco.

## Biografía
José Matías fue hijo de Manuel Joaquín de Zapiola, un oficial de marina español que acompañó la expedición de Pedro de Ceballos al Río de la Plata, y de María Encarnación de Lezica y Alquiza.
Fue enviado a España para instruirse en la marina española; egresó de la Escuela Naval en 1796 y le asignaron tareas navales. Hacia 1805 lo destinaron a la guarnición naval de Montevideo, y de allí pasó a Buenos Aires, donde luchó en 1807 en la defensa contra las invasiones inglesas.
En 1810 era jefe del Puerto de Buenos Aires; apoyó la Revolución de Mayo y fue dado de baja de la Armada Española. De regreso en Montevideo, fue arrestado y enviado de regreso a España. Al llegar a Cádiz se unió a la logia de esa ciudad y acompañó a José de San Martín y Carlos María de Alvear a Londres. De allí regresó a Buenos Aires en 1812 en la fragata "George Canning", junto con San Martín y Alvear.
Cuando llegaron, en 1812, Zapiola se presentó de inmediato, junto con ellos, ante el Primer Triunvirato. También colaboró para establecer la Logia Lautaro, de la cual fue el primer secretario. Ayudó a San Martín a formar el Regimiento de Granaderos a Caballo, y fue el jefe del primer batallón de esta unidad.
En 1814 pasó al sitio de Montevideo, a órdenes de Alvear, y participó en la última etapa de este, hasta la caída de la ciudad. Tras esto, quedó como segundo jefe de la guarnición en esa ciudad; al año siguiente hizo, con Manuel Dorrego, una campaña contra Artigas. No llegó a tiempo a salvar a Dorrego de la derrota de Guayabos, que significó la pérdida de la Banda Oriental para el Directorio.
Quedó al mando del Regimiento de Granaderos y lo llevó a Mendoza, con lo cual reforzó el Ejército de los Andes. Cruzó la cordillera con San Martín, y peleó en Chacabuco, Cancha Rayada y Maipú. En esta última batalla tuvo una actuación descollante, dirigiendo la mitad de la caballería patriota. Fue el comandante de la primera fase de la Segunda campaña al sur de Chile, después de Marcos Balcarce, y tomó la ciudad de Chillán por asalto. Fue ascendido a general.
En junio de 1819 regresó a Buenos Aires y se reincorporó a la marina. Después de la muerte de su anterior jefe, Ángel Hubac, fue el comandante de la escuadra fluvial de Buenos Aires, y participó de la guerra contra Santa Fe y Entre Ríos, en los años 1820 y 1821.
Pidió y obtuvo la baja de la marina en 1822, y se convirtió en estanciero gracias a la enfiteusis ideada por el ministro Bernardino Rivadavia. Organizó la flota que serviría en la guerra contra el Brasil, pero no llegó a embarcarse; le pasó el mando a Guillermo Brown.
Después de la revolución de Juan Lavalle en 1828, fue jefe del Departamento de Marina, pero en 1829, al final de su gobierno, se retiró de la vida pública para dedicarse a las actividades rurales; permaneció en esta situación hasta después de la caída de Rosas en Caseros en 1852. Ese año regresó al servicio activo como comandante de marina y fue ministro de Guerra y de Marina en el gabinete del gobernador Valentín Alsina de Buenos Aires. No intentó resistir el bloqueo impuesto por Justo José de Urquiza a la ciudad a principios de 1853, que finalmente terminó con una victoria, resultado de un soborno masivo.
En 1852 fue nombrado comandante general de Marina y capitán del Puerto.

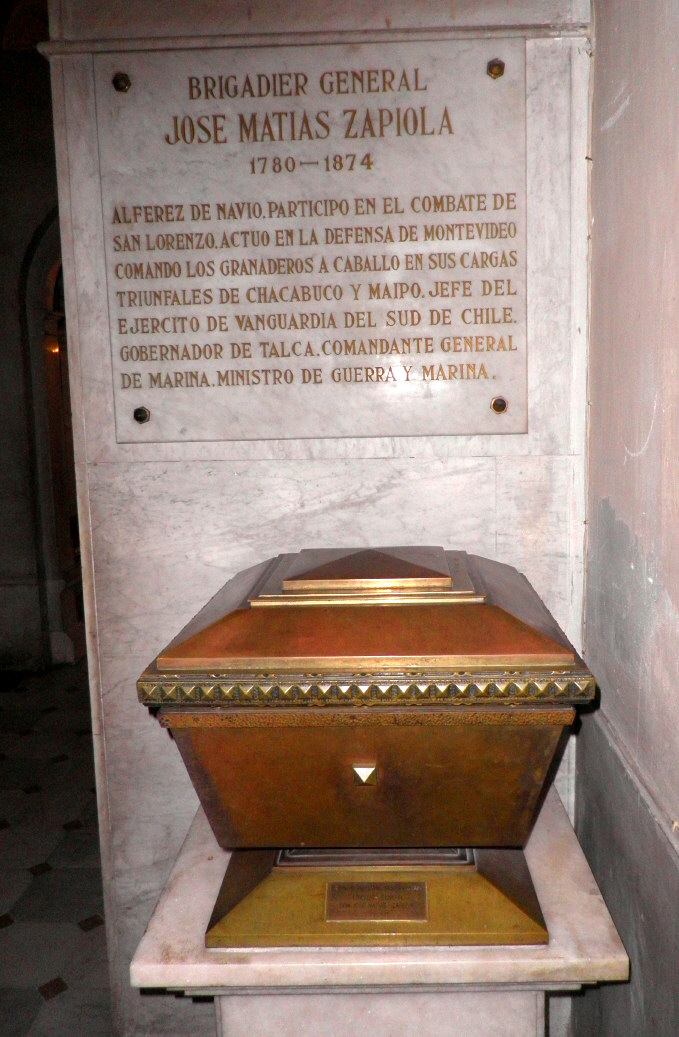
Sepulcro de José Matías Zapiola

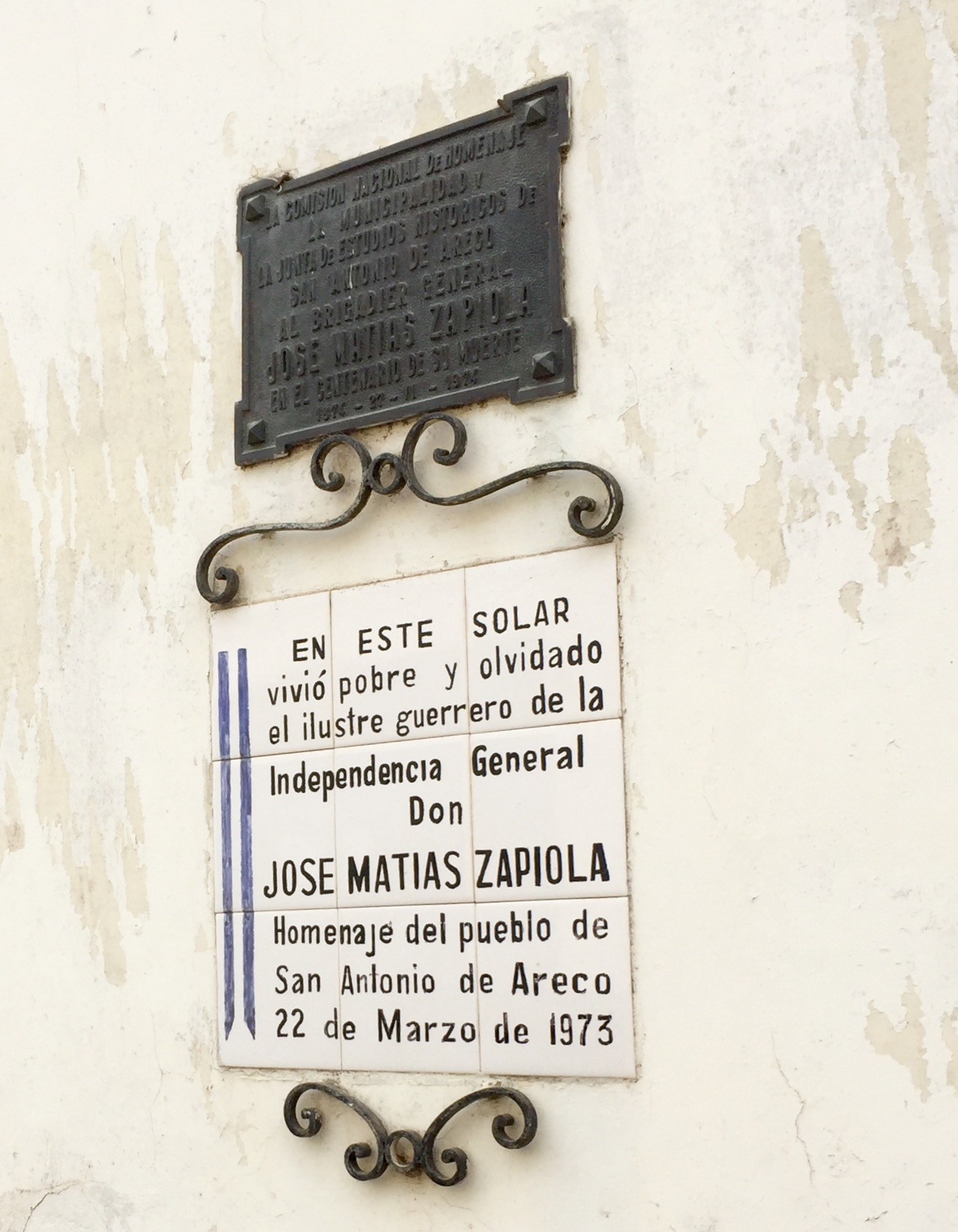

Permaneció en distintos cargos públicos hasta la derrota de Cepeda y la renuncia de Alsina, y se retiró definitivamente en 1859. Bartolomé Mitre lo entrevistó muchas veces para lograr datos de primera mano respecto de la historia de la campaña de Chile y de la vida de San Martín. En especial — gracias a haber alcanzado una edad avanzada — fue el único testigo que dejó datos precisos sobre la Logia Lautaro, sus miembros y sus intenciones.
Falleció el 27 de junio de 1874 en Buenos Aires y sus restos descansan en el Convento de Santo Domingo. Había casado en 1815 con María Belén Álvarez de Baragaña Núñez, con quien tuvo 9 hijos.

## Homenajes, distinciones y condecoraciones
- Oficial de la Legión de Mérito de Chile ( Chile).

En su honor, como héroe de la Independencia de Argentina y Chile, una localidad del Partido de Lobos, Provincia de Buenos Aires, fue llamada General Zapiola, aunque luego pasó a ser solo Zapiola.